# Жаб'янка (річка)
Жаб'янка — річка у Лисянському районі Черкаської області, права притока Гнилого Тікичу (басейн Південного Бугу).

## Опис
Довжина 13  км, похил річки — 5,0 м/км. Формується з декількох безіменних струмків та водойм. Площа басейну 50,1 км². Літом на деяких ділянках пересихає.

## Розташування
Жаб'янка бере початок на північному сході від села Чижівки. Тече на північний схід понад Тихонівкою та через Жаб'янку. В селі Бужанка впадає у річку Гнилий Тікич, ліву притоку Тікичу.